# Nagórzany
Nagórzany ist eine Ortschaft mit einem Schulzenamt der Gemeinde Bukowsko im Powiat Sanocki der Woiwodschaft Karpatenvorland in Polen.

## Geographie
Der Ort liegt im Buków-Gebirge. Die Nachbarorte sind Nowotaniec im Norden, Bukowsko im Südosten, sowie Wola Sękowa im Südwesten.

## Geschichte
1366 erlaubte dem viro discreto Phalislao de Rzoslon der König Kasimir der Große die Gründung eines neuen Dorfs nach dem deutschen Recht auf 80 fränkischen Hufen an beiden Ufern des Baches Brzozowa (villam... ex utraque parte fluvii Brzozowa wlgariter nuncupata; brzoza – Birke). Der Bach wurde später zu Pele (1390) bzw. Pella (1419), heute Pielnica, umbenannt (1419: villam Brzozowa alias Lobetancz in flumine Pella... incipiendo a finibus ville Pella usque ad ortum predicti fluuii Pella parte ex utraque), während der Name Brzozowa als Name des Dorfs, das am wahrscheinlichsten die heutigen Siedlungen Nadolany, Nowotaniec und Nagórzany umfasste, zeitweilig beibehalten wurde. Schon früher im Jahr 1361 erhielt Piotr von Ungarn (Petrus Ungarus), möglicherweise ein Karpatendeutscher aus der Umgebung von Bardejov (dt. Bartfeld), das verlassene Dorf Zboiska. 1409 unterzeichnet wahrscheinlich der gleiche Piotr, diesmal als hares de Lobetans, das Dokument über die Errichtung der Pfarrei in Humniska. Mit dem Brüder Paweł (Paulus de Ungaria) galt er als Protoplast der Familie Bal, die im Besitz von Nowotaniec ab dem 15. Jahrhundert bis zur Zeit des Königs Stephan Báthory war. Möglicherweise nach ihm erhielt das Dorf Brzozowa den mittelhochdeutschen Nebennamen *Lobetans bzw. *Lubetans, die als Lubotaniec (auch Lobotan(i)ec) polonisiert wurde. Erste bekannte Bewohner im Dorf Lobentancz  waren ein Krämer und Mathias Fort der gerber off briffevo de dorffe Lobedanc (1424). Der Name Nowotaniec wurde im Jahr 1435 für das Dorf Nowotanecz alias Brzozowo erstmals benutzt (nach der Neugründung?) und verdrängte völlig die Form mit dem Präfix *Lobe-, sowohl für das Dorf wie auch für die im Jahr 1444 auf dem Grund des Dorfs Brozow alias Lubothancze unter dem Namen Lubothancze gegründete Stadt, in der zweiten Hälfte des 15. Jahrhunderts. Der südliche Teil des ehemaligen Dorfs Brzozowa/Nowotaniec wurde 1446 als suburbia spectantes ad oppidum Nowotanyecz urkundlich erwähnt, später 1477 als superior oppidi Nowothanyecz, suburbium supra civitatem Nowothanyecz (1481), superius suburbium (1486, etwa Ober Vorstadt), suburbium superius opido (1489) oder üblich als Nowathanyecz (1480), villa Nouothanyecz (1484), Novytanyecz (1515). Possada Nowothaniecz (1577, siehe Posada/Possad). 1589 es erstmals unter dem heutigen Namen Wolia Przedmieszczie Nagorzany benannt. Der Name Nagórzany bedeutet: die Leute die na górze (ober[halb]) leben, d. h. in der oberen Posada/Vorstadt, die Ergänzung Wola (lateinisch libertas) deutete auf eine steuerfreie (Wieder?)Gründung. Obwohl es durch die Stadt Nowotaniec von Nadolany abgetrennt wurde, wurde es manchmal noch im späten 15. Jahrhundert als einziges Dorf zusammengefasst.
Bei der Ersten Teilung Polens kam Nagórzany 1772 zum neuen Königreich Galizien und Lodomerien des habsburgischen Kaiserreichs (ab 1804). Ab dem Jahr 1855 gehörte Nagórzany zum Bezirk Sanok. Im Jahr 1900 hatte die Gemeinde 490 Einwohner, davon war die Mehrheit römisch-katholisch (438) und polnischsprachig (475), es gab 15 ruthenischsprachige und 43 Griechisch-Katholiken, sowie 9 Juden.
Nach dem Ende des Ersten Weltkriegs und dem Zusammenbruch der k.u.k. Monarchie kam Nagórzany 1918 zu Polen. Unterbrochen wurde dies nur durch die Besetzung Polens durch die Wehrmacht im Zweiten Weltkrieg. Von 1975 bis 1998 gehörte Nagórzany zur Woiwodschaft Krosno.